# Пам'ятна медаль італійсько-турецької війни 1911—1912
Пам'ятна медаль італійсько-турецької війни 1911—1912 (італ. Medaglia commemorativa della guerra italo-turca 1911-1912) — державна нагорода Королівства Італії. 

## Опис
«Пам'ятна медаль італійсько-турецької війни 1911—1912» була заснована 21 листопада 1912 року. Нею нагороджувались учасники італійсько-турецької війни 1911—1912 років. Дизайн медалі розробив ювелір та гравер Луїджі Джорджі (італ. Luigi Giorgi).
Медаль являла собою срібний диск діаметром 32 мм. На лицьовій стороні було вигравіруване зображення короля Віктора Емануїла III із написом «VITTORIO . EMANUELE . III. RE . D' . ITALIA.»
На зворотній стороні був напис «GUERRA ITALO-TURCA 1911-1912» в обрамленні двох лаврових гілок.
Стрічка складалась з шести синіх смуг, між якими проходили п'ять темно-червоних смуг.